# 向著最後的勝利前進
《向著最後的勝利前進》是一首歌頌朝鮮最高領導人金正恩的歌曲，由尹斗根（윤두근）作曲，金文革作詞，自2012年7月以來推出宣傳。
歌詞內容摘自金正恩在金日成誕辰100週年閱兵式上的講話，但金正恩本人的名字未被提及。“強盛大國”的觀念仍被強化，但不再以“大國”而是以“國家”稱之。